# Draconarius externus
Espèce
Draconarius externus est une espèce d'araignées aranéomorphes de la famille des Agelenidae.

## Distribution
Cette espèce est endémique de la province de Vientiane au Laos,. Elle se rencontre vers Vangvieng.

## Description
Le mâle holotype mesure 5,8 mm.

## Systématique et taxinomie
Cette espèce a été décrite par Hoang, Nophaseud et Jäger en 2025.

## Publication originale
- Hoang, Nophaseud & Jäger, 2025 : « Notes on the genus Draconarius Ovtchinnikov, 1999 (Araneae: Agelenidae) with description of two new species from Laos. » Zootaxa, no 5590(4), p. 555-567.